# Saint-Lon-les-Mines
Saint-Lon-les-Mines is een gemeente in het Franse departement Landes (regio Nouvelle-Aquitaine). De plaats maakt deel uit van het arrondissement Dax. Saint-Lon-les-Mines telde op 1 januari 2022 1.242 inwoners.

## Geografie
De oppervlakte van Saint-Lon-les-Mines bedroeg op 1 januari 2022 21,82 vierkante kilometer; de bevolkingsdichtheid was toen 56,9 inwoners per km².

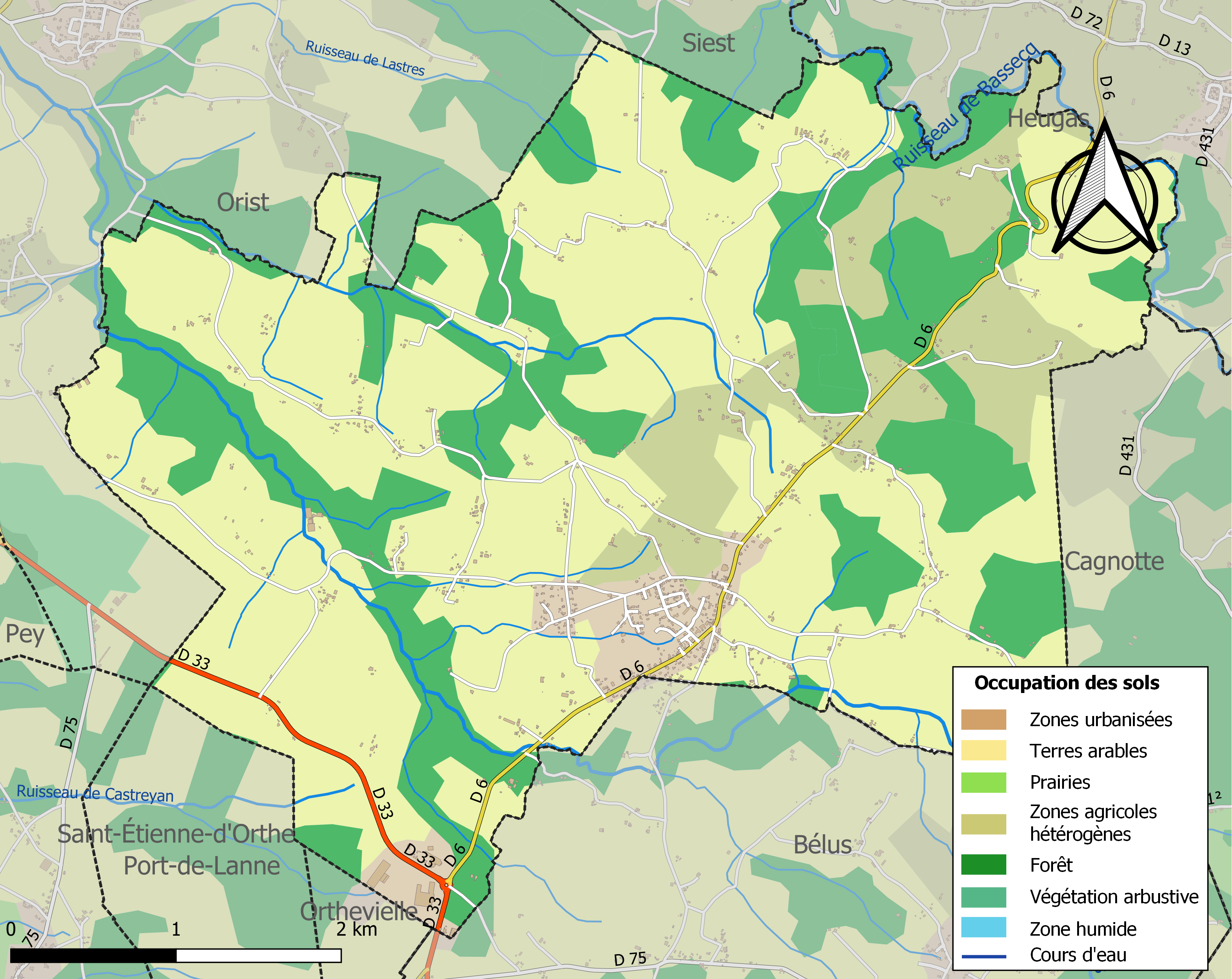
Kaart van de gemeente met de belangrijkste infrastructuur, bodemgebruik en omliggende gemeenten

## Demografie
Onderstaande figuur toont het verloop van het inwonertal (bron: INSEE-tellingen).